# 나투 라 초 라 충돌
나투 라와 초 라 충돌은 때때로 1967년 인도-중국 전쟁, 1967년 중인 전쟁이라고 불리기도 하며, 당시 인도의 보호령이었던 히말라야의 시킴 왕국 국경을 따라 중화인민공화국과 인도 사이에 일련의 충돌이 발생한 사건이다.
나투 라 충돌은 1967년 9월 11일 중국의 중국 인민해방군(PLA)이 나투 라에 있는 인도군 초소를 공격하면서 시작되어 1967년 9월 15일까지 지속되었다. 1967년 10월에는 초 라에서 또 다른 군사 대결이 발생하여 같은 날 종료되었다.
독립적인 자료에 따르면 인도는 "결정적인 전술적 우위"를 달성했고 중국군에 맞서 자체 방어에 성공하며 격퇴했다. 나투 라의 많은 인민해방군 요새는 파괴되었고, 인도군은 공격하는 중국군을 격퇴했다.
춤비 계곡의 분쟁 지역 통제를 위한 경쟁은 이 사건들의 긴장을 고조시키는 주요 원인으로 여겨진다. 관측자들은 이 충돌이 인도에 대한 중국의 무력 사용 개시 결정에서 '주장 강도'의 감소를 나타냈으며, 인도는 나투 라 충돌에서 자국군의 전투 성과에 매우 만족했으며, 이는 1962년 인도-중국 전쟁 패배 이후 현저한 개선의 신호로 보았다고 언급했다.

## 배경

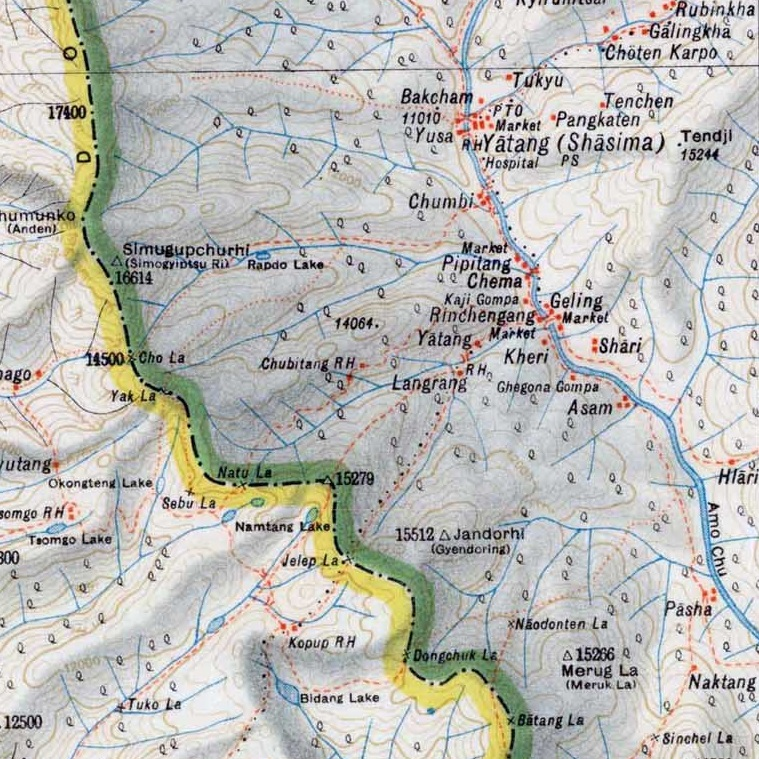
1923년 인도 측량국 지도에 표시된 초 라와 나투 라 고개

1962년 인도-중국 전쟁 이후, 인도와 중국이 공유하는 히말라야 국경을 따라 긴장이 계속해서 고조되었다. 이전 패배의 영향을 받아 인도 육군은 여러 신규 부대를 창설하여 분쟁 지역에 배치된 병력을 거의 두 배로 늘렸다. 이러한 군사 확장 과정에서 7개 산악 사단이 중국의 공격에 대비하여 인도의 북부 국경을 방어하기 위해 창설되었다. 이들 사단 대부분은 국경 근처에 배치되지 않았지만, 인도군과 중국군이 양측에 근접하게 주둔하고 있는 춤비 계곡은 예외였다. 특히 계곡의 나투 라 고개, 즉 시킴 왕국-티베트 국경을 따라 배치된 중국군과 인도군은 약 20~30미터 떨어져 주둔하고 있는데, 이는 4,000km에 달하는 인도-중국 국경 전체에서 가장 가까운 거리이다. 이 국경은 "미분할" 상태로 남아 있다고 한다. 중국군은 고개의 북쪽 경사면을 점령했고, 인도군은 남쪽 경사면을 점령했다. 또한 나투 라 남북의 주요 고개 부분, 즉 세부 라와 낙타 등은 인도군이 점령하고 있었다. 1963년부터 이 지역에서 소규모 충돌이 언론에 자주 보도되었다. 1965년 9월 16일, 1965년 인도-파키스탄 전쟁 중 중국은 인도에 나투 라 고개를 비우라는 최후통첩을 보냈다. 그러나 제17산악사단장 사갓 싱 소장은 나투 라가 자연 경계선인 분수령에 위치하고 있다는 이유로 이를 거부했다.

## 서곡
1967년 8월 13일부터 중국군이 시킴 측 나투 라에 참호를 파기 시작했다. 인도군은 일부 참호가 국경의 시킴 측에 "분명히" 있었다는 것을 확인하고, 현지 중국군 사령관 장궈화에게 이를 지적하며 철수를 요구했다. 그러나 한 번은 중국군이 다시 참호를 채우고 기존 21개에 8개의 확성기를 더 추가한 뒤 떠났다. 인도군은 경계를 표시하기 위해 나투 라 능선을 따라 유자철선을 설치하기로 결정했다.
이에 따라 8월 18일부터 국경을 따라 철선이 설치되었는데, 이는 중국군의 반발을 샀다. 이틀 후, 무장한 중국군이 철선을 설치하던 인도군에 맞서 진지를 구축했지만 발포는 하지 않았다.
다시 9월 7일, 인도군이 나투 라 남쪽을 따라 다른 유자철선을 설치하기 시작했을 때, 현지 중국 지휘관들과 병사들이 현장으로 달려와 인도군 중령 라이 싱 야다브에게 작업을 중단하라는 "심각한 경고"를 발령했고, 이후 양측에서 일부 병사들이 부상당하는 난투극이 벌어졌다. 중국군은 두 병사의 부상에 격분했다.
상황을 해결하기 위해 인도 군사 최고 지휘부는 1967년 9월 11일, 인식된 국경을 표시하기 위해 나투 라에서 세부 라까지 고개 중앙에 또 다른 철선을 설치하기로 결정했다.

## 나투 라 충돌
이에 따라 1967년 9월 11일 오전, 인도 육군의 공병대와 자완(병사)들은 인식된 국경을 따라 나투 라에서 세부 라까지 울타리를 설치하기 시작했다. 인도 측 기록에 따르면, 즉시 중국 정치 정치위원 런룽이 보병대 일부를 이끌고 고개 중앙으로 와서 인도 중령 라이 싱 야다브가 지휘하는 특공대 소대에 철선 설치를 중단하라고 요구했다. 인도 병사들은 명령을 받았다고 말하며 중단을 거부했다. 논쟁은 곧 난투극으로 변했다. 그 후 중국군은 벙커로 돌아갔고 인도군은 철선 설치를 재개했다.
몇 분도 채 지나지 않아 중국 측에서 호각 소리가 들리고 북쪽 경사면에서 인도군에게 중기관총 사격이 이어졌다. 고개에 엄폐물이 부족하여 인도군은 초기에 막대한 사상자를 입었다. 직후 중국군은 인도군에게 포병 공격을 시작했다. 얼마 후, 인도군도 자국 측에서 포병 공격을 시작했다. 충돌은 다음 사흘 동안 주야로 포병, 박격포, 기관총을 사용하며 지속되었고, 이 기간 동안 인도군은 중국군을 "격퇴"했다. 충돌이 시작된 지 닷새 후, "불안한" 휴전이 성사되었다. 세부 라와 낙타 등에 있는 고지의 유리한 위치 때문에 인도군은 나투 라의 많은 중국 벙커를 파괴할 수 있었다.
전사한 병사들의 시신은 9월 15일과 16일에 교환되었다.
인도와 서방의 시각은 이 충돌의 시작을 중국 측에 돌렸다. 그러나 중국은 인도군이 충돌을 유발했다고 비난하며, 발포가 인도 측에서 시작되었다고 주장했다.

## 초 라 충돌
1967년 10월 1일, 나투 라에서 몇 킬로미터 북쪽에 있는 국경 고개인 초 라에서 인도와 중국 간에 또 다른 충돌이 발생했다.
학자 반 에켈렌(van Eekelen)은 중국군이 시킴 국경 쪽으로 침투하여 고개를 주장하고 인도의 점령에 이의를 제기한 후, 양측 간의 난투극 이후 중국군에 의해 대결이 시작되었다고 진술한다.
그러나 중국은 도발이 인도 측에서 왔다고 주장했다. 중국 측 주장에 따르면, 인도군은 고개를 넘어 중국 영토에 침투하여 그곳에 주둔한 병사들에게 도발을 가하고 발포했다고 한다.
군사 대결은 하루 동안 지속되었고, 그 과정에서 중국군이 격퇴되었고, 이는 인도군의 사기를 진작시켰다. 인도 육군 소장 셰루 타플리얄에 따르면, 충돌 당시 중국군은 초 라에서 거의 3킬로미터 후퇴해야 했다고 한다.

## 사상자
인도 국방부는 두 사건에서 인도 측은 사망 88명, 부상 163명, 중국 측은 사망 340명, 부상 450명으로 보고했다.
중국 측 주장에 따르면, 나투 라 사건에서 중국 측 사망자는 32명, 인도 측 사망자는 65명이었고, 초 라 사건에서는 인도군 36명이 사망했으며 중국 측 사망자 수는 '미상'이다.

## 분석
학자 테일러 프라벨에 따르면, 춤비 계곡의 분쟁 지역 통제를 위한 경쟁이 이 사건들의 긴장 고조에 핵심적인 역할을 했다. 프라벨은 이 사건들이 중국의 "정권 불안정"이 무력 사용에 미치는 영향을 보여준다고 주장했다. 그는 이 충돌에서 세 가지 요인이 인도에 대한 중국의 "무력 사용 개시 결정에서 주장 강도 감소"의 역할을 강조했다고 말한다. 첫째는 1962년 전쟁 이후 인도 육군의 규모 확대로 중국과의 국경 방어가 강화된 점이다. 둘째는 국경 근처에서 인도군이 주장을 내세우는 명백한 공격성이다. 셋째는 인도군의 행동에 대한 중국의 인식인데, 이에 대해 프라벨은 이 사건들과 동시에 일어난 중국의 문화대혁명의 가장 불안정한 시기가 가능한 기여 요인이었다고 말한다. 프라벨은 중국 지도자들이 국경 긴장과 국경을 넘어 주장을 강화하려는 인도군의 압력 때문에 인도로부터의 잠재적 위협을 과장했을 수 있으며, 강력한 공격이 필요하다고 결정했다고 언급한다.
프라벨은 중국의 초기 공격이 아마 중앙군사위원회 (중국)의 승인을 받지 않았을 것이라고 진술했다. 그는 또한 중국이 나투 라에서 공격을 개시한 후, 당시 중국 총리인 저우언라이가 중국군에게 반격할 때만 발포하라고 지시했다고 언급했다.
학자 존 가버는 나투 라 사건으로 인해 시킴에 대한 중국의 의도에 대해 인도군의 우려가 제기되었다고 진술한다. 가버는 또한 인도가 "나투 라 충돌에서 자국군의 전투 성과에 매우 만족했으며, 이는 1962년 전쟁 이후 극적인 개선을 알리는 신호로 보았다"고 언급한다.

## 여파
이 사건 이후 2020년 인도-중국 국경 분쟁까지 인도-중국 국경은 평온을 유지했다.
시킴주는 1975년 국민투표를 통해 군주제 폐지와 인도와의 완전 합병에 대한 압도적인 지지를 얻어 인도의 주가 되었다. 당시 중국은 인도의 시킴 합병을 인정하지 않았다. 2003년 중국은 인도가 티베트 자치구를 중국의 일부로 인정하는 조건으로 시킴을 인도의 주로 간접적으로 인정했지만, 인도는 이미 1953년에 그렇게 했었다. 이 상호 합의는 인도-중국 관계의 해빙을 가져왔다.
중국 총리 원자바오는 2005년에 "시킴은 더 이상 중국과 인도 간의 문제가 아니다"라고 말했다.

## 군사상 수상

### 마하 비르 차크라
| 이름                 | 부대                    | 작전 장소             | 인용   |
| -------------------- | ----------------------- | --------------------- | ------ |
| 라이 싱 야다브 준장  | 제2척탄병               | 나투 라, 시킴주, 인도 | [ 24 ] |
| 마하탐 싱 중령       | 제10 잠무 카슈미르 소총 | 초 라, 시킴주, 인도   | [ 25 ] |
| 하르바잔 싱 소령 (P) | 제18 라지푸트           | 나투 라, 시킴주, 인도 | [ 26 ] |

### 비르 차크라
| 이름                        | 부대          | 작전 장소             | 인용   |
| --------------------------- | ------------- | --------------------- | ------ |
| 프리트비 싱 다가르 대위 (P) | 제2척탄병     | 나투 라, 시킴주, 인도 | [ 27 ] |
| 하발다르 라크슈미 찬드 (P)  | 제2척탄병     | 나투 라, 시킴주, 인도 | [ 28 ] |
| 세포이 고칼 싱              | 제18 라지푸트 | 나투 라, 시킴주, 인도 | [ 29 ] |

## 대중문화에서
인도 육군과 중국 육군 간의 나투 라 충돌은 2018년 인도 힌디어 영화 팔탄에서 묘사되는데, 재키 슈로프가 사갓 싱 소장 역을, 아르준 람팔이 라이 싱 야다브 중령 역을, 하르시바르단 라네가 하르바잔 싱 소령 역을, 구르미트 초다리가 프리트비 싱 다가르 대위 역을, 아빌라시 초다리가 하발다르 라크슈미 찬드 역을 맡았다.

## 같이 보기
- 1841년–1842년 도그라-티베트 전쟁
- 인도-중국 전쟁
- 1987년 섬도롱추 대치
- 2017년 인도-중국 국경 분쟁
- 2020년 인도-중국 국경 분쟁

## 더 읽어보기
- 인도와 중국 정부 간에 교환된 각서, 메모 및 서한 [1967년 2월 – 1968년 4월]; 인도 외교부.
- Probal DasGupta (2020년 2월 17일). Watershed 1967: India’s Forgotten Victory over China. Juggernaut.